# Meliosma youngii
Meliosma youngii là một loài thực vật thuộc họ Sabiaceae. Đây là loài đặc hữu của Peru.